# أحمد حلاوة
أحمد صلاح رجب رمضان حلاوة المشهور باسم أحمد حلاوة ( من مواليد 7 يناير، 1949- 25 مارس 2022)، ممثل مصري. وهو ابن شقيق الممثل فايز حلاوة. حصل على شهادة البكالوريوس في الهندسة تخصص اتصالات عام 1969، كما حصل على شهادة دبلوم معهد ليوناردو دافنشي للفنون الجميلة (القاهرة) تخصص ديكور، وبكالوريوس المعهد العالي للفنون المسرحية تخصص تمثيل وإخراج من أكاديمية الفنون بالقاهرة عام 1973، ولم يتوقف عند هذا الحد بل حصل على دبلوم الدراسات العليا في المعهد العالي للفنون المسرحية تخصص إخراج عام 1990، وحصل على درجة الدكتوراه في فلسفة الفنون من جامعة الفن المسرحي والسينما ببوخارست في رومانيا، وكان موضوعها (تقنيات إخراج الكوميديا في المسرح المصري المعاصر) عام 1994، ودرَّس المسرح في كلية الآداب بجامعة حلوان.

## أعماله

### الأفلام
- الورشة
- شاومينج
- البعض لا يذهب للمأذون مرتين
- الرجل الأخطر[3]
- عيش حياتك
- بيكيا
- جدو نحنوح
- نورت مصر
- آخر ديك في مصر
- حليمو أسطورة الشواطئ
- سمكة وصنارة
- بث مباشر
- الهرم الرابع
- عسل أبيض
- الحرب العالمية الثالثة
- هو فيه كده
- رد فعل
- إيي يو سي
- أمن دولت
- سامي أكسيد الكربون
- العيال هربت
- حرامية في تايلاند
- هارمونيكا
- أقوى الرجال
- الثعالب
- اللعبة القذرة
- كله بيلعب على كله
- شياطين المدينة
- الغشيم
- بائعة الشاي
- انفجار
- أرملة رجل حي
- الجوازة دي مش لازم تتم
- إمبراطورية الجيارة
- وقيدت ضد مجهول
- القضية المشهورة
- العذاب امرأة
- دعاء المظلومين
- بنت اسمها محمود

### المسلسلات
- ورا كل باب ج 2
- النمر
- الاختيار 2
- ضل راجل
- هجمة مرتدة
- قوت القلوب 2
- شقة فيصل
- ابن أصول
- البرنسيسة بيسة
- أفراح إبليس 2
- الكابتين عزوز 2
- كارمن
- عزمي وأشجان
- السلطان والشاه (ضيف الحلقات)
- خفة يد
- الوصية
- مليكة
- ربع رومي
- سرايا حمدين
- كلبش 2
- طاقة نور
- لمعي القط
- الحالة ج (ضيف شرف)
- اللهم إني صايم
- إزي الصحة
- عفاريت عدلي علام
- الأب الروحي
- عائلة زيزو
- يونس ولد فضة
- نيللي وشريهان
- القيصر
- ساحرة الجنوب
- أستاذ ورئيس قسم
- صاحب السعادة
- العراف
- موجة حارة
- في غمضة عين
- بدون ذكر أسماء
- خيبر
- خلف الله
- فرعون
- البيت
- فرقة ناجي عطا الله
- على كف عفريت
- عروسة ياهووو
- المنتقم
- عابد كرمان
- الزناتي مجاهد
- راجل وست ستات ج 6،8
- 3x1
- وادي الملوك
- اللص والكتاب
- أهل كايرو
- بيت الباشا
- موعد مع الوحوش
- صدق وعده
- أبو ضحكة جنان
- علي مبارك
- الإمام الشافعي
- امرأة من الصعيد الجواني
- الإمام المراغي
- الوحدة الوطنية
- فوازير فرح فرح
- شاطئ الخريف
- مسألة مبدأ
- السيرة الهلالية ج 3
- هارون الرشيد
- مرفوع مؤقتا من الخدمة
- الحفار
- أيام المنيرة
- أبرياء في المصيدة
- الثعلب
- الوعد الحق
- ألف ليلة وليلة
- رأفت الهجان ج 2،3
- الدنيا وردة بيضاء
- وكسبنا القضية
- حكايات هو وهي
- رسول الإنسانية
- الشيطان والحب
- الحب في الخريف
- محمد رسول الله ج 2
- دموع في عيون وقحة
- الأخ الكبير

### المسرحيات
- طرائيعو
- دستور يا أسيادنا
- إيزيس
- محترم لمدة شهر
- كلام فارغ

## وفاته
توفي أحمد حلاوة، مساء يوم الجمعة 25 مارس 2022 الموافق 22 شعبان 1443 هـ عن عمر ناهز 73 عامًا، وذلك على خلفية إصابته بمضاعفات فيروس كورونا، إذ أصيب بالفيروس في شهر فبراير 2022 ودخل العناية المركزة، ووصف الأطباء حالته بالخطيرة.

## وصلات خارجية
- أحمد حلاوة على موقع IMDb (الإنجليزية)
- أحمد حلاوة على موقع الدهليز
- أحمد حلاوة على موقع قاعدة بيانات الأفلام العربية